# Кавказский 2-й стрелковый полк
2-й Кавказский стрелковый  полк (до 1910 — 2-й Кавказский стрелковый батальон) — пехотная часть Русской императорской армии. С 1870 года входил в состав 1-й Кавказской стрелковой бригады (с 1915 г. дивизии).

## История
Сформирован 6 декабря 1856 г. как 19-й армейский стрелковый батальон. Полковой праздник — 6 декабря.
18 марта 1857 г. переименован в 19-й стрелковый батальон.
В 1862—1865 годах участвовал в Кавказской войне.
С 31 августа 1870 г. — 2-й Кавказский стрелковый батальон.
В 1877—1878 участвовал в Русско-турецкой войне.
К 20 февраля 1910 — переформирован в полк двухбатальонного состава и назван 2-й Кавказский стрелковый  полк
Полк в составе своей бригады (дивизии) участвовал в Первой мировой войне на Северо-Западном, а затем на Северном фронтах.
В октябре 1915 одновременно с переформированием 1-й Кавказской стрелковой бригады в дивизию полк приведён в трёхбатальонный состав, а в октябре 1916 — в четырёхбатальонный.
Полк был расформирован 16 марта 1918 года наряду с другими частями 1-й Кавказской стрелковой дивизии.

## Знаки отличия полка
1. Георгиевское полковое знамя с надписью «За отличіе въ Турецкую войну 1877 и 1878 годовъ»
2. Знаки нагрудные для офицеров и головные для нижних чинов с надписью: «За отличіе при покореніи Западного Кавказа въ 1864 году» (в 1-м батальоне полка)

## Командиры
- 01.01.1857 — 20.09.1861 — подполковник Кржевкович-Позняк, Станислав Францевич
- 20.09.1861 — 24.04.1864 — майор (с 17.11.1862 подполковник) Экельн, Михаил Филиппович
- 21.05.1864 — 14.12.1866 — подполковник (с 20.06.1864 полковник) полковник Броневский, Иван Николаевич
- 14.12.1866 — 14.10.1869 — полковник Ореус, Николай Иванович
- 14.10.1869 — 15.08.1875 — подполковник (с 08.09.1871 полковник) Кабенин, Николай Петрович
- 15.08.1875 — 22.12.1877 — подполковник (с 11.06.1877 полковник) полковник Макеев, Владимир Петрович
- 22.12.1877 — 11.12.1879 — подполковник (с 21.12.1878 полковник) Линевич, Николай Петрович
- 11.12.1879 — 12.01.1886 — подполковник (с 08.05.1880 полковник) Ленц, Эдуард Иванович
- 19.01.1886 — 04.03.1890 — полковник Покровский, Алексей Матвеевич
- 04.03.1890 — 06.11.1895 — полковник Рыльский, Василий Осипович
- 06.11.1895 — 29.05.1900 — полковник Лутцау, Николай Александрович
- 24.07.1900 — 08.02.1904 — полковник Невтонов, Владимир Фёдорович
- 14.02.1904 — 04.07.1906 — полковник Скорняков, Александр Николаевич
- 04.07.1906 — 17.04.1908 — полковник Шлиттер, Михаил Александрович
- 23.05.1908 — 11.12.1908 — полковник Баер, Марин Яковлевич
- 15.12.1908 — 25.04.1914[2] — полковник Вакуловский, Константин Аркадьевич
- 27.04.1914 — 14.12.1914 — полковник Томилов, Пётр Андреевич
- 29.12.1914 — 17.12.1915 — полковник (с 27.09.1915 генерал-майор) Лобачевский, Владимир Владимирович
- 01.01.1916 — 25.11.1916 — полковник Соколов, Николай Михайлович
- 12.12.1916 — после хх.07.1917 — полковник Смирнов, Алексей Владимирович